# Банда Аћех
Банда Аћех (инд. Banda Aceh) главни је град провинције Аћех у Индонезији. Налази се на северозападу Суматре. 
По процени из 2021. у граду живи око 255 хиљада становника. 